# Les Pique-Meurons
 (mars 2018).
Si vous disposez d'ouvrages ou d'articles de référence ou si vous connaissez des sites web de qualité traitant du thème abordé ici, merci de compléter l'article en donnant les références utiles à sa vérifiabilité et en les liant à la section « Notes et références ».
Les Pique-Meurons est une série télévisée suisse en 71 épisodes de 26 minutes, créée par Alain Monney et Gérard Mermet (sous les pseudonymes d'Alain Bolet et Gérard Mérou) et diffusée entre le 8 janvier 2000 et 2006 sur la TSR.
Elle raconte les aventures de Bernard, Léa, leur fille Julie, leur incontournable ami Marco et Clémentine, la petite dernière, dans leur chalet suisse. Les gags, les artistes invités et les histoires se succèdent dans leur chalet.
À partir du 1er janvier 2025, la RTS publie en streaming sur leur plateforme rts play 71 épisodes des pique-meurons.

## Synopsis
Au chalet, l’ambiance est généralement joyeuse, mais aussi souvent électrique. Léa est toujours optimiste, alors que Bernard, son mari, plutôt pessimiste. Marco, le copain, pleure toujours sur Barbara qui l’a quitté pour s’en aller à New York. Pour oublier, il se met aux fourneaux, ce qui inquiète parfois les autres… Quant à Julie, la fille du couple, elle est comme toutes les ados : elle veut n’en faire qu’à sa tête. Elle veut notamment partir aux États-Unis, mais Bernard n’est pas vraiment d’accord. Elle veut aussi passer son permis et Marco lui donne des leçons de conduite.

## Distribution
- Lolita Morena : Léa
- Alain Monney : Bernard
- Aria Thomas : Julie
- Philippe Mathey : Marco
- Thierry Meury : André
- Lambert Bastar : Vincent
- Emma Berset : Clémentine

Quelques guest stars sont également apparues dans la série, parmi lesquelles :
- Sibylle Blanc
- Marie-Thérèse Porchet
- Philippe Jeanneret
- Nathalie Sbaï
- La Castou
- Darius Rochebin
- Anne-Marie Yerly

## Épisodes

### Saison 1
1. Pas de succès pour la succession
2. Tu parles d'un festival
3. Marco fait un bide
4. Drôle de jeu de rôle
5. Bonne conduite
6. De quoi je me mèle
7. Des souris et des tommes
8. Y'a comme un os
9. La fièvre jeune
10. Jeune et Julie
11. Compartiments fumeurs
12. Un jeu d'enfant
13. Les incompatibles
14. Un jules pour julie
15. Mensonge d'une nuit d'été

### Saison 2
1. Le ménage enchanté
2. Danse avec les look
3. Je vous salue mari
4. Mégot, boulot, dodo
5. On ne fait pas d'omelette sans casser 1
6. On ne fait pas d'omelette sans casser 2
7. L'haltère des hommes
8. Berthin et milou
9. Amicalement vote
10. Les boulettes de Noêl

### Saison 3
1. Baby boom
2. I love you
3. Ah!
4. Salut les copains
5. Info Marco
6. Chaud froid
7. Le tour du monde
8. Au voleur!
9. Haute couture
10. Paparazzi

### Saison 4
1. L'Incroyable ascension
2. Mauvaise réception
3. Terrain Glissant
4. La Bague mystérieuse
5. L'Enfer de la médaille
6. Fatale rencontre
7. Avis de tempête
8. L'Inspecteur Marco
9. Tics dramatiques
10. L'Horreur de l'horaire

### Saison 5
1. Nouvelle vie
2. Fausse manœuvre
3. Double jeu
4. Mauvais choix
5. Grosse déprime
6. Club privé

### Saison 6
1. Seconde chance
2. Forte fièvre
3. Bon débarras
4. Bonne nouvelle
5. Pauvre Marco
6. Douche froide

## Produits dérivés
Un coffret de 8 DVD réunissant les épisodes des 6 saisons est offert dans la Boutique RTS.